# Þórdís Kolbrún R. Gylfadóttir
Þórdís Kolbrún Reykfjörð Gylfadóttir, islandska političarka in odvetnica; * 4. november 1987, Akranes, Islandija.
Je islandska političarka in odvetnica, trenutno deluje na položaju ministrice za zunanje zadeve Islandije. Pred tem je bila tudi ministrica za turizem, industrijo in inovacije ter ministrica za pravosodje. Od leta 2016 je tudi članica Althinga (islandskega parlamenta) za severozahodno volilno enoto kot predstavnica Stranke za neodvisnost. Pri 29 letih je postala najmlajša ženska na ministrskem položaju na Islandiji.  Od leta 2018 je podpredsednica stranke.